# Cedro (ort i Brasilien, Ceará, Cedro)
Cedro är en ort i Brasilien.   Den ligger i kommunen Cedro och delstaten Ceará, i den östra delen av landet, 1 400 km nordost om huvudstaden Brasília. Cedro ligger 252 meter över havet och antalet invånare är 14 644.
Terrängen runt Cedro är platt. Närmaste större samhälle är Lavras da Mangabeira, 19,5 km sydost om Cedro.
Omgivningarna runt Cedro är huvudsakligen savann. Runt Cedro är det ganska tätbefolkat, med 93 invånare per kvadratkilometer.